# Murray McArthur
Murray McArthur (4 de mayo de 1966) es un actor británico. De padres escoceses y pelirrojos, a menudo hace de personajes típicamente escoceses. 
Asistió al King's School, Ottery St Mary, recibió calificaciones honoríficas en inglés y teatro por la Universidad de Loughborough y se fue a estudiar actuación en el Drama Studio London. Apareció en muchas obras teatrales en teatros británicos y en el West End de Londres (incluyendo el Royal National Theatre y el Shakespeare's Globe). Gran parte de su trabajo teatral lo ha llevado al extranjero (Los Ángeles y Tokio). Su actuación de Joe Gargery en Great Expectations en el Gate Theatre, Dublin fue recibida positivamente por parte del periódico Irish Independent.
Su película más notable es La última legión donde hizo el papel de un miembro de la Legio IX Hispana abandonado en Gran Bretaña tras la caída del Imperio romano.
Murray hizo de Hasten, en un episodio de Doctor Who.
McArthur hizo el papel del jefe de los salvajes en la quinta temporada de Game of Thrones. Su personaje retornó en la sexta temporada y habló por los salvajes cuando los personajes Jon Snow, Sansa Stark y Davos Seaworth le pidieron unirse a ellos para ir en contra de Ramsay Bolton.
Murray apareció en la película Viking Destiny (Of Gods and Warriors)
 protagonizada por Terence Stamp; haciendo el papel de Loki, en dios nórdico. Prestó su voz al Granjero en la serie Watership Down y apareció en la tercera temporada de Outlander, como Duncan Kerr.

## Vida personal
McArthur nació y creció en Devon, Inglaterra. Fue miembro del Devon County Youth Theatre. Está casado con Geraldine y tiene dos hijas, Orla y Freya, vive en el sureste de Londres.

## Filmografía

### Películas
| Año  | Título                                | Papel                 | Director          | Productor                   |
| ---- | ------------------------------------- | --------------------- | ----------------- | --------------------------- |
| 2001 | Endgame                               | Det. Const. Kenny     | Gary Wicks        | Various Films Ltd           |
| 2005 | Finding Neverland                     | Stagehand             | Marc Forster      | Miramax                     |
| 2005 | Keeping Mum                           | Maestro de ceremonias | Niall Johnson     | Summit Entertainment        |
| 2008 | Made of Honor                         | Donald                | Paul Weiland      | Columbia Pictures           |
| 2007 | La última legión                      | Tertius               | Doug Lefler       | Compañía Dino De Laurentiis |
| 2009 | A Congregation of Ghosts              | George Treddinick     | Mark Collicott    | Whitechapel Films           |
| 2018 | A Midsummer Night's Dream             | Snug                  | Sacha Bennett     | Parkhouse Pictures          |
| 2018 | Viking Destiny (Of Gods and Warriors) | Loki                  | David L.G. Hughes | Fatal Black                 |
| 2023 | Wonka                                 | Capitán del barco     | Paul King         | Heyday Films                |

### Televisión
| Año  | Título                          | Episodio(s)              | Papel                      | Director          | Productor                               |
| ---- | ------------------------------- | ------------------------ | -------------------------- | ----------------- | --------------------------------------- |
| 1994 | EastEnders                      | Episodio 950             | P.C. Baines                | Jo Johnson        | BBC                                     |
| 1994 | Stanley's Dragon                | Película de televisión   | Soldier                    | Gerry Poulson     | Granada Television                      |
| 1995 | The Famous Five                 | Five Fall into Adventure | Red Tower                  | Michael Kerrigan  | Tyne Tees Television & Zenith North     |
| 1996 | Tales from the Crypt            | Escape                   | George Heathcote           | Peter MacDonald   | HBO                                     |
| 1996 | Black Hearts in Battersea       | Serie de televisión      | Boatswain Morgan           | David Bell        | BBC                                     |
| 1997 | Aquila                          | The Eagle Has Landed     | Policía                    | David Bell        | BBC                                     |
| 1998 | Human Bomb                      | Película de televisión   | Kessler                    | Anthony Page      | Griffin                                 |
| 1999 | Taggart                         | Bloodlines               | Alan Buchanan              | Alan Macmillan    | STV Productions                         |
| 2000 | Heartbeat                       | The Fool on the Hill     | Charlie Osborne            | Paul Walker       | Yorkshire Television                    |
| 2000 | Burnside                        | Exposed: Partes 1 & 2    | DC McVeagh                 | Bruce MacDonald   | Thames Television                       |
| 2002 | Falling Apart                   | Película de televisión   | Gareth                     | Brian Hill        | Century Films                           |
| 2006 | The Complete Guide to Parenting | Episodio #1.1            | Mr. Franklin               | Mandie Fletcher   | Talkback Thames                         |
| 2006 | Doctors                         | A Very Important Date    | Al Burgess                 | Fred Aidroos      | BBC                                     |
| 2006 | Friends and Crocodiles          | Película de televisión   | Hombre sopa 1              | Stephen Poliakoff | BBC                                     |
| 2006 | Foyle's War                     | The French Drop          | Privado Knox               | Gavin Millar      | ITV                                     |
| 2007 | Murphy's Law                    | Episodio #5.2            | Terry Westgate             | Colm McCarthy     | Tiger Aspect Productions                |
| 2007 | The Bill                        | Assault on Sun Hill      | Sargento Michael Brindley  | Darcia Martin     | Talkback Thames                         |
| 2008 | John Adams                      | Unite or Die             | El magistrado              | Tom Hooper        | HBO                                     |
| 2008 | Lark Rise to Candleford         | Episodio #1.2            | Bailiff Griggs             | Charles Palmer    | BBC                                     |
| 2008 | Summerhill                      | Película de televisión   | Oficial de bomberos Sibton | Jon East          | Tiger Aspect Productions                |
| 2009 | Casualty                        | Palimpsest               | Roy Hyde                   | Alan Grint        | BBC                                     |
| 2015 | Doctor Who                      | The Girl Who Died        | Hasten                     | Edward Bazalgette | BBC                                     |
| 2015 | Game of Thrones                 | Hardhome                 | Dim Dalba                  | Miguel Sapochnik  | HBO                                     |
| 2016 | Barbarians Rising               | Episodio: "Revenge"      | Egus                       | Simon George      | October Films Limited & History Channel |
| 2016 | Game of Thrones                 | The Broken Man           | Dim Dalba                  | Mark Mylod        | HBO                                     |
| 2018 | Doctors                         | A Safe Place             | Barney Rutger              | Paul Gibson       | BBC                                     |
| 2018 | Watership Down                  | Episodios 2-4            | Granjero                   | Noam Murro        | Netflix & BBC                           |
| 2018 | Pitching In                     | Episodio 2               | Sir Henry                  | Noreen Kershaw    | BBC                                     |

## Teatro
| Año  | Obra                      | Papel                | Director      | Productor                                                  |
| ---- | ------------------------- | -------------------- | ------------- | ---------------------------------------------------------- |
| 1993 | On The Piste              | Chris Baxter         | Neil Sissons  | Teatro Hull Truck                                          |
| 1994 | A Midsummer Night's Dream | Lysander             | Philip Joseph | National Theatre Studios                                   |
| 1995 | Great Expectations        | Bentley Drummle      | John Durnin   | Northcott Theatre                                          |
| 1995 | Abigail's Party           | Tony                 | Tim Carroll   | Northcott Theatre                                          |
| 1996 | The Grapes of Wrath       | Noah Joad            | John Durnin   | Northcott Theatre                                          |
| 1996 | A Doll's House            |                      | Anthony Page  | Thelma Holt y Playhouse Theatre                            |
| 1997 | An Enemy of the People    | Engstrand            | Trevor Nunn   | Olivier Theatre, Royal National Theatre y Ahmanson Theatre |
| 1997 | Peter Pan                 | Gran pantera pequeña | John Caird    | Olivier Theatre, Royal National Theatre                    |
| 2002 | King Lear                 |                      | Barry Kyle    | Shakespeare's Globe y Panasonic Globe Theatre              |
| 2008 | Great Expectations        | Joe Gargery          | Alan Stanford | Gate Theatre                                               |